# Исторически музей (Пирдоп)
Исторически музей в Пирдоп е уреден в Лукановата къща. Тя е архитектурен паметник на културата от местно значение.
Къщата е строена в периода 1870 – 1872 г. за семейството на пирдопския възрожденски учител, книжовник и търговец Лука Хаджипавлов. Непосредствено след освобождението на града от османско владичество в нея е уредено първото общинско управление. Тук се помещават началникът на административната власт при Временното руско управление поручик Николай Берников, Околийското управление, Окръжният съд, Общинският съвет и Полицейският участък. Къщата е възстановена на собствениците си в средата на 20-те години на ХХ век, а отчуждена за обособяване на историческа музейна сбирка и обявена за паметник на културата от местно значение през 1965 г. Наследниците живеят в нея до 1970 г., когато започва реставрацията на къщата. Тя е извършена по адаптиращ план на архитект Виолета Ванковска и други специалисти от Националния институт за паметниците на културата от ноември 1969 г. Застроената площ на къщата е 145 m2, а обемът ѝ е 810 m3. Дворът обхваща площ от 1450 m2.
Историческата сбирка в къщата е открита на 1 юни 1984 г. Експозицията е разположена в осем зали и едно фоайе върху хоризонтални и вертикални остъклени витрини. Обхваща миналото на Пирдоп и района от Античността до 70-те години на ХХ век.